# Great Alpine Road

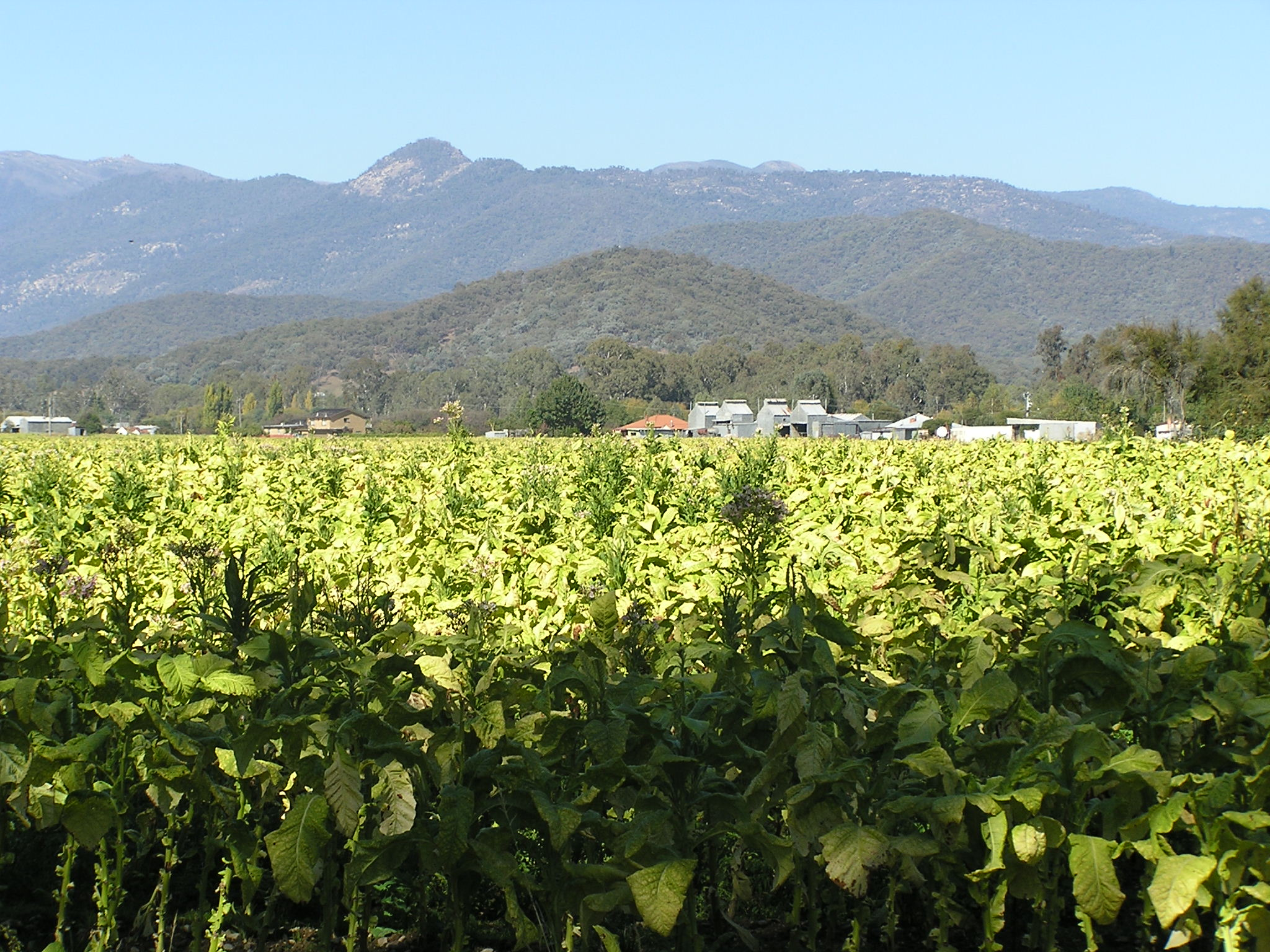
Blick von Myrtleford zum Mount Buffalo National Park

Die Great Alpine Road ist eine Überlandstraße für Touristen im Osten des australischen Bundesstaates Victoria. Sie verbindet den Old Hume Highway (C314) in Wangaratta mit dem Princes Highway (A1) in Bairnsdale. Dabei durchquert sie die australischen Alpen. Die Straße erhielt ihren heutigen Namen, weil sie in den Bergen das Äquivalent zur weltbekannten Great Ocean Road im Südwesten des Staates ist.
Die Great Alpine Road windet sich durch Berge, Täler und Wälder, über Flüsse und vorbei an Weingärten und Farmen. Mit ihrer Länge von 303 km ist sie Australiens höchste, ganzjährig befahrbare, befestigte Straße. Der Abschnitt über Mount Hotham steigt bis auf eine Höhe von 1840 m über dem Meeresspiegel und ist im Winter schneebedeckt, sodass er täglich geräumt werden muss. Bei starkem Schneefall kann es passieren, dass die Straße zwischen Harrietville und Omeo gesperrt wird.
Die Great Alpine Road verbindet Victorias Nordosten mit dem Gippsland. Zuletzt wurden der Abschnitt zwischen Mount Hotham und Dinner Plain asphaltiert und am 4. April 1998 wurde die Straße offiziell dem Verkehr übergeben. Die Wegverbindung existierte seit der Kolonisierung Australiens in der einen oder anderen Form. Sie war aber vor 1998 nie auf der vollen Länge asphaltiert und erhielt auch erst dann ihren Namen.
Die derzeitige Great Alpine Road integriert auch den früheren Ovens Highway von Wangaratta nach Bright und einen Teil des früheren Omeo Highway von Omeo nach Bruthen sowie die Strecke Bruthen – Bairnsdale des Princes Highway. Zu den Sehenswürdigkeiten der Strecke zählen der Mount-Buffalo-Nationalpark, die bekannte Touristenstadt Bright, die Alpenparks in Mount Hotham und Dinner Plain, die alte Goldgräberstadt Omeo, sowie die großartigen Ausblicke und die anspruchsvolle Streckenführung.

## Route
Die Great Alpine Road ist 303 km lang. Startpunkt ist Wangaratta. Bis Bright führt die Straße durch Farmland, Weinberge und Täler. Weiter führt sie durch offenes Land bis Harrietville. Hier beginnt der Anstieg nach Mount Hotham. Dieser Abschnitt ist sehr unfallträchtig und erfordert vom Fahrer erhöhte Aufmerksamkeit, da er sehr kurvenreich und steil und mit einigen Haarnadelkurven versehen ist. Von Mount Hotham erreicht man in 15 Fahrminuten Dinner Plain. Dort beginnt der wiederum kurvenreiche und steile Abstieg nach Omeo. Etwa zehn Fahrminuten vor der Stadt erreicht man eine Ebene. Von Omeo aus folgt die Straße kurvig und mäßig steil größtenteils dem Tal des Tambo River bis Bruthen. Die letzten 26 km nach Bairnsdale sind flach.

## Siedlungen

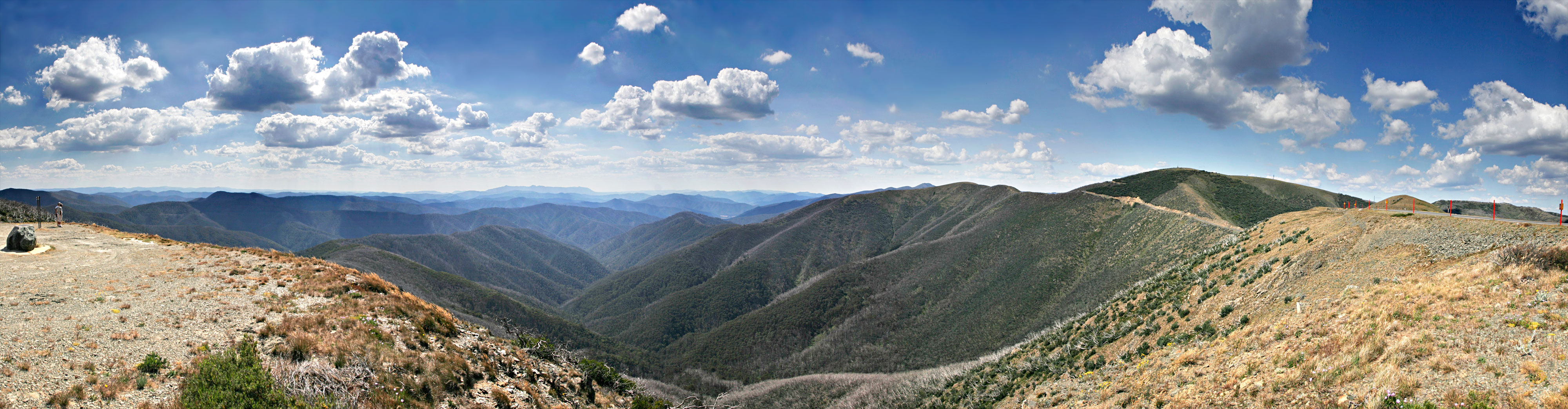
Am Mount Hotham haben die Reisenden einen spektakulären Blick auf die australischen Alpen

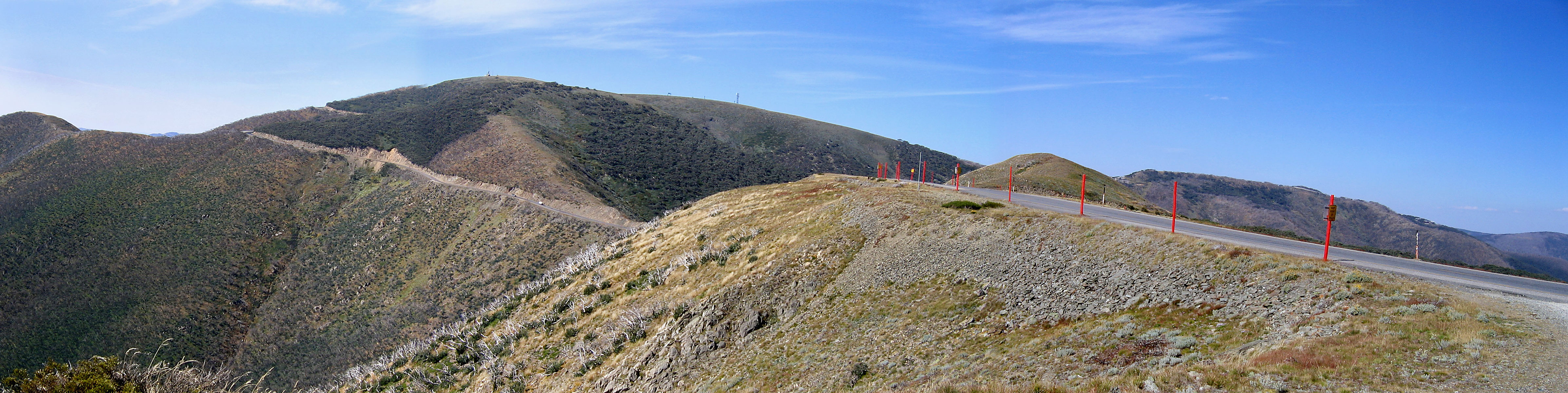
Die Great Alpine Road windet sich über den Hang des Mount Hotham

| Ort                           | Entfernung von Wangaratta (km) | Entfernung vom letzten Ort (km) | Entfernung von Bairnsdale (km) | Seehöhe (m ü. d. M.) |  |
| ----------------------------- | ------------------------------ | ------------------------------- | ------------------------------ | -------------------- |  |
| Wangaratta                    | 0                              | 0                               | 303                            | 151                  |  |
| Myrtleford                    | 46                             | 46                              | 257                            | 211                  |  |
| Ovens                         | 53                             | 7                               | 250                            | 226                  |  |
| Bright                        | 79                             | 26                              | 224                            | 310                  |  |
| Harrietville                  | 105                            | 26                              | 198                            | 505                  |  |
| Wintersportort Hotham Heights | 133                            | 28                              | 170                            | 1840                 |  |
| Dinner Plain                  | 143                            | 10                              | 160                            | 1543                 |  |
| Omeo                          | 188                            | 45                              | 115                            | 660                  |  |
| Swifts Creek                  | 214                            | 26                              | 89                             | 295                  |  |
| Ensay                         | 232                            | 18                              | 71                             | 247                  |  |
| Bruthen                       | 277                            | 45                              | 26                             | 22                   |  |
| Bairnsdale                    | 303                            | 26                              | 0                              | 25                   |  |